# 복사점

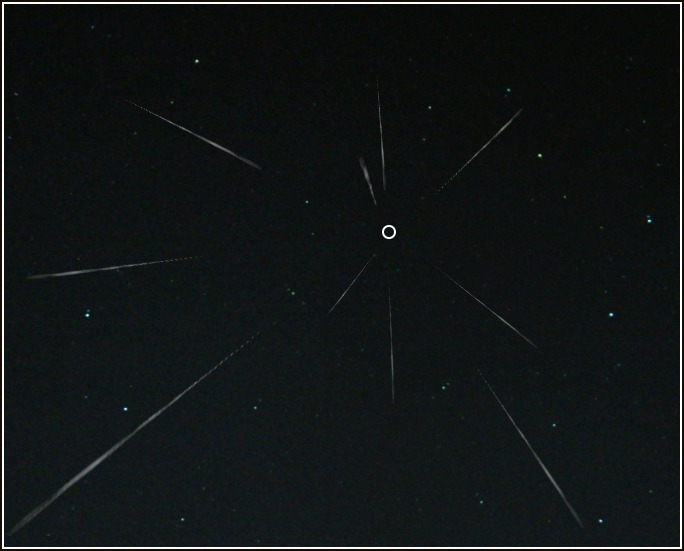

유성우의 복사점(輻射點, radiant) 또는 방사점은 하늘의 한 점으로 이 곳에서 유성이 떨어지는 현상이 관측된다. 예를 들면 페르세우스자리 유성우는 페르세우스 자리에서 나타나는 유성우이다.
관측자는 하늘의 어느 곳에서나 유성을 볼 수 있지만 움직임의 방향은 복사점을 가리키게 된다. 특정한 복사점을 가리키지 않는 유성은 산발성으로 알려져 있으며 그 유성우의 부분으로 고려되지 않는다.